# Padaigai
Padaigai ist ein Ort im Amtsbezirk Upninkai der Rajongemeinde Jonava, im Bezirk Kaunas, Litauen. Das Dorf ist das Zentrum des gleichnamigen Unteramtsbezirks mit 117 Einwohnern (Unteramtsbezirk-Leiter ist Romualdas Paškauskas).   2011 gab es etwa 8 Einwohner im Dorf. Padaigai liegt 	3 km von Rukla, des Zentrums von Amtsbezirk Rukla, 8 km von Dumsiai und Upninkai entfernt. 1954 gab es siebenjährige Schule von Padaigai, die später zur Grundschule Rukla wurde. 